# Serafim Todorov
Serafim Simeonov Todorov –en búlgaro, Серафим Симеонов Тодоров– (Peshtera, 6 de julio de 1969) es un deportista búlgaro que compitió en boxeo.
Participó en tres Juegos Olímpicos de Verano, obteniendo una medalla de plata en Atlanta 1996, en el peso pluma, el quinto lugar en Seúl 1988 (peso mosca) y el quinto en Barcelona 1992 (peso gallo).
Ganó cuatro medallas en el Campeonato Mundial de Boxeo Aficionado entre los años 1989 y 1995, y cuatro medallas en el Campeonato Europeo de Boxeo Aficionado entre los años 1989 y 1996.

## Palmarés internacional
| Juegos Olímpicos   | Juegos Olímpicos         | Juegos Olímpicos | Juegos Olímpicos |
| Año                | Lugar                    | Medalla          | Categoría        |
| ------------------ | ------------------------ | ---------------- | ---------------- |
| 1996               | Atlanta (Estados Unidos) | Medalla de plata | 57 kg            |
| Campeonato Mundial |                          |                  |                  |
| Año                | Lugar                    | Medalla          | Categoría        |
| 1989               | Moscú (URSS)             | Medalla de plata | 54 kg            |
| 1991               | Sídney (Australia)       | Medalla de oro   | 54 kg            |
| 1993               | Tampere (Finlandia)      | Medalla de oro   | 57 kg            |
| 1995               | Berlín (Alemania)        | Medalla de oro   | 57 kg            |
| Campeonato Europeo |                          |                  |                  |
| Año                | Lugar                    | Medalla          | Categoría        |
| 1989               | El Pireo (Grecia)        | Medalla de oro   | 54 kg            |
| 1991               | Gotemburgo (Suecia)      | Medalla de oro   | 54 kg            |
| 1993               | Bursa (Turquía)          | Medalla de oro   | 57 kg            |
| 1996               | Vejle (Dinamarca)        | Medalla de plata | 57 kg            |